# Krulovský potok
Krulovský potok – potok, prawy dopływ Osturniańskiego Potoku (Osturniansky potok) na Słowacji. Znajduje się w dorzeczu Dunajca. Ma źródła na wysokości ok. 1000 m n.p.m. pod północnymi stokami Magurki w grzbiecie głównym Magury Spiskiej. Cała jego zlewnia znajduje się w obrębie miejscowości Osturnia. Potok spływa w północnym kierunku głęboką i porośniętą lasem doliną pomiędzy dwoma grzbietami Magurki. Na wysokości około 740 m, już na bezleśnych, zajętych przez pola uprawne terenach wsi Osturnia łączy się z potokiem Kremeniak. Od tego miejsca jednym korytem spływa nadal w północnym kierunku, przecina szosę wiodąca przez Osturnię i na wysokości około 680 m uchodzi do Osturniańskiego Potoku. Następuje to w miejscu o współrzędnych 49°20′19″N 20°14′57″E/49,338611 20,249167.
Wzdłuż dolnej części potoku prowadzi żółty szlak turystyczny. W lesie na orograficznie lewych zboczach doliny Krulovskiego potoku znajduje się bezodpływowe jezioro Mišku Kovaľa.

## Szlaki turystyczne
Osturnia – Mišku Kovaľa – rozdroże pod Magurką. 2 h, ↓ 1.35 h